# Sprent Dabwido
Sprent Arumogo Dabwido (Yaren, 16 settembre 1972 – Armidale, 8 maggio 2019) è stato un politico nauruano, dal 2011 al 2013 presidente della Repubblica di Nauru.

## Biografia
Figlio dell'ex parlamentare Audi Dabwido, Sprent Dabwido lavorò come assicuratore prima di entrare in politica. Contribuì a fondare il partito Nauru First e alle elezioni politiche del 2004 fu eletto al  Parlamento di Nauru come rappresentante di Meneng, sconfiggendo Nimrod Botelanga. Rieletto nel 2007 e nel 2008, si avvicinò alle posizioni del presidente della Repubblica Marcus Stephen, e nel 2009 divenne ministro delle Comunicazioni, introducendo la telefonia mobile nello stato nauruano.
Ancora rieletto alle elezioni 2010, nel 2011, con l'elezione di Freddie Pitcher alla presidenza della Repubblica, Dabwido passò all'opposizione. Firmatario di una mozione di sfiducia contro Pitcher, nello stesso anno divenne presidente della Repubblica, con 9 voti a favore e 8 contrari. Il suo primo impegno istituzionale fu la conferenza delle Parti delle Nazioni Unite sui cambiamenti climatici del 2011 a Durban, in Sudafrica, cui partecipò in rappresentanza delle isole del Pacifico facenti parte dello Small Island Developing States (SIDS).
Nel suo discorso durante la sessione di apertura, Dabwido sottolineò i rischi derivanti dall'innalzamento del livello dei mari per le isole del Pacifico. Ribadendo gli obiettivi del SIDS per ridurre l'emissione di gas serra, chiese una revisione del protocollo di Kyoto e del Bali Action Plan, in modo tale che i loro termini fossero mitigati per i paesi in via di sviluppo. Nello stesso periodo, Dabwido chiese altresì la riapertura del centro di accoglienza per clandestini installato dall'Australia a Nauru, che era stato chiuso per volontà dell'Australian Labor Party. Nel giugno 2012, Dabwido rimpastò il suo governo, adducendo a motivo alcune difficoltà nel varare delle riforme alla costituzione, che avrebbero dovuto aumentare il numero dei parlamentari ed introdurre un codice etico per gli stessi.
Nel suo nuovo governo, accentrò su di sé le cariche di ministro dei servizi pubblici, ministro della polizia e delle emergenze, ministro degli interni e ministro del clima. In rappresentanza di Nauru, Dabwido parlò dinnanzi Assemblea generale delle Nazioni Unite durante la 66ª sessione, nel settembre 2012. Al centro del suo discorso vi fu il bisogno di combattere i cambiamenti climatici con più decisione. A febbraio 2013 il suo governo fu indebolito dalle dimissioni del ministro degli Esteri Kieren Keke e del ministro delle Finanze Roland Kun, oltre che dalla destituzione del ministro del Commercio Marcus Stephen, le ragioni della quale non erano chiare.
Il motivo principale del disaccordo nell'esecutivo era l'opportunità o meno di riaprire un centro di accoglienza per gli immigrati clandestini che avessero tentato di entrare in Australia, secondo i canoni della cosiddetta soluzione del Pacifico. In più, numerosi deputati filo-presidenziali passarono all'opposizione, facendo perdere la maggioranza a Dabwido. Fino a maggio, il governo e i deputati ancora leali si adoperarono per evitare una crisi. I deputati sostenitori del governo iniziarono a disertare le sedute dell'assemblea, facendo mancare il numero legale, finché, il 23 maggio, Dabwido stesso chiese la dissoluzione dell'assemblea legislativa, aprendo la strada alle elezioni anticipate.
Quattro giorni dopo, in un discorso alla nazione, Dabwido annunciò le elezioni per l'8 giugno, per accelerare il più possibile la ripresa dei lavori parlamentari (urgeva infatti approvare il bilancio statale), decretando al contempo lo stato d'emergenza. Grazie ai larghi poteri così acquisiti, vietò ai mezzi di comunicazione di intervistare politici e di parlare di politica durante la campagna elettorale, per evitare pratiche di propaganda scorrette. Alle elezioni 2013 Dabwido fu riconfermato in parlamento, ma perse la maggioranza dei seggi: rinunciò così a un nuovo mandato parlamentare. L'11 giugno i deputati elessero suo successore Baron Waqa, leader della precedente opposizione.
Nel 2018 gli venne diagnosticato un cancro alla gola; questa malattia lo portò alla morte nel maggio del 2019 all'età di 46 anni.